# Sinumerik
Sinumerik je označení řídících systémů pro obráběcí stroje, jejichž výrobcem je firma Siemens AG. Tento řídicí systém, jenž v roce 1964 dostal název Sinumerik, okamžitě zvýšil výkonnost a provozní pružnost výrobních procesů. Sinumerik je po padesáti letech svého vývoje využíván v řadě výrobních podniků po celém světě. Své nezaměnitelné místo má dnes při výrobě komponentů v řadě průmyslových odvětví – například v letectví, automobilovém průmyslu nebo medicínské technice.

## Sinumerik
V roce 1996 uvedl Siemens na trh produkt Sinumerik Safety Integrated - první CNC systém se zabudovanými bezpečnostními funkcemi. O pouhý rok později byly představeny nástroje ShopMill a ShopTurn, což jsou dílensky orientovaná vývojová prostředí umožňující sestavovat programy pro výrobu obrobků při použití grafického uživatelského rozhraní.V roce 2005 Siemens uvolnil k prodeji otevřený a nový CNC systém Sinumerik 840D sl pro 31 řízených os a systém Sinumerik 802D sl určený pro méně náročné aplikace na soustruzích a frézkách menší až střední výkonnosti. V roce 2009 společnost Siemens vystavovala CNC systémy Sinumerik 828D a Sinumerik 840D sl s ovládacím rozhraním Sinumerik Operate. Jedná se o moderní obslužné obrazovky pro efektivní řízení stroje, které sjednocují známá ovládací prostředí HMI Advanced, ShopMill a ShopTurn do jednoho řešení.
V technologickém paketu MDynamics pro frézování společnost Siemens nabízí řešení garantující perfektní kvalitu povrchu, přesnost a rychlost. Jádrem Sinumerik MDynamics je nové inteligentní řízení pohybu Advanced Surface. Další funkcí Sinumerik MDynamics je nové nástrojové hospodářství a programové vybavení pro jednoduché seřízení stroje. V nabídce paketu jsou dále inovované technologické, resp. měřicí cykly a funkce vysokorychlostního obrábění (High Speed Cutting – HSC). Sinumerik MDynamics je k dispozici pro tříosé stroje s řídicím systémem Sinumerik 828D a pro pětiosé stroje s řídicím systémem Sinumerik 840D sl.

## Historie
- 1960-1964: Od společnosti Siemens přichází poprvé na trh první číslicové řízení pro ovládání obráběcího stroje. Základem jsou relé.
- 1964: Číslicové řízení (NC-Numerical Control) dostává název Sinumerik.
- 1965-1972: V tomto období vzniká několik generací na základě transistorové technologie. Řídící systémy byly používané pro průmyslové technologie (frézování).
- 1973-1981: Minipočítače a později také mikroprocesory se začínají používat společně se systémem Sinumerik. Programovatelný řadič je začleněn do ovládacího prvku.
- 1982-1983: První CNC stroj s monitorem, diagram funkcí a elektronický přenos
- 1984-1994: Podstatně rozšířené možnosti pro přizpůsobení stroje požadovaným parametrům.
- 1996 - 2000: Bezpečnostní funkce (Safety Integrated) pro lidi a stroje jsou začleněny v softwaru. Grafické programování - ShopTurn jednoduché ovládání a programování.
- 2001-2004: Jsou vytvořeny inovativní funkce pro zvýšení produktivity obráběcích strojů .
- 2005: Se zavedením Sinumerik Solution Line jsou poprvé všechna rozhraní propojena na základě průmyslového Ethernetu - Profinet. Touto standardizací rozhraní usnadňuje provozovateli integraci stroje do výroby.
- 2009 : Ovládací software Sinumerik sjednocuje programování podle DIN 66025 a workshop programování ( přímo a ShopTurn )